# Mane Bajić
Manojlo "Mane" Bajić (cirílico sérvio: Манојло Мане Бајић; Belgrado, 7 de dezembro de 1941 — Belgrado, 6 de março de 1994) foi um futebolista sérvio que atuava como meio-campista. 

## Morte
Morreu em um acidente de trânsito em 6 de março de 1994 em frente ao prédio do Parlamento Iugoslavo.